# Веселовский сельский совет (Межевский район)
Веселовский сельский совет (укр. Веселівська сільська рада) — входит в состав
Межевского района
Днепропетровской области
Украины.
Административный центр сельского совета находится в 
с. Весёлое.

## Населённые пункты совета
- с. Весёлое
- с. Александровка
- с. Попутное